# 單車快遞員

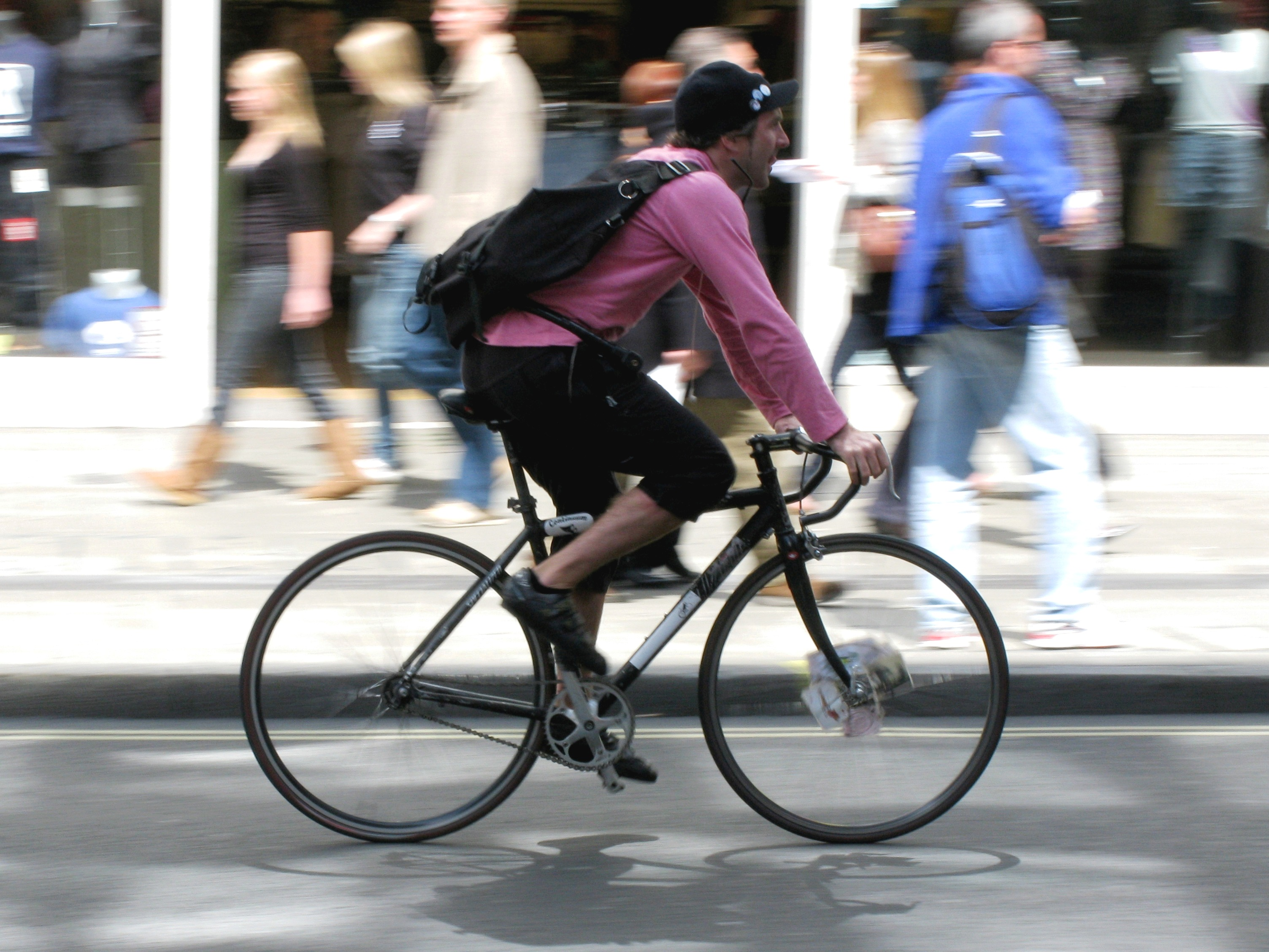
單車快遞員在倫敦踏單速車派件

單車快遞員是踏單車派送文件的快遞從業員，他們大多在地勢平坦的大城市的核心商業區工作。快遞公司聘用他們以解決塞車、停車、過路費以及罰單等問題。

## 大眾文化
- 《超急快遞》，2012年上映的電影。